# تیموتی کارلتون
تیموتی کارلتون (انگلیسی: Timothy Carlton؛ زادهٔ ۴ اکتبر ۱۹۳۹) هنرپیشه اهل انگلستان است.
از فیلم‌ها یا برنامه‌های تلویزیونی که وی در آن نقش داشته‌است می‌توان به نعش‌کش خالی، اسکارلت پیمپرنل و عکس جدایی اشاره کرد.